# Romeo Gavioli
Romeo Alfredo Gavioli (* 5. Februar 1913 in Montevideo, Uruguay; † 17. April 1957 ebenda) war ein uruguayischer Musiker und Sänger des Tango und Candombe, sowie Orquesta-Típica-Dirigent.

## Leben
Geboren im montevideanischen Barrio La Unión als Sohn Alfredo Gaviolis und María Frachias, wuchs er mit seinen Geschwistern Julieta, Liria und Rolando im Viertel La Comercial auf. Geigenunterricht erhielt er bei Américo Pioli. Ab 1926 war er Teil der Gruppe Los Tres Bemoles, in der er geigespielend gemeinsam mit Mario Orrico (ebenfalls Geige) und Guillermo Aguirre (Schlagzeug) im Café Suizo in Minas und an diversen Orten in Montevideo auftrat. Von 1929 an spielte er sodann im Orquesta Típica von Juan Bauer. 1931 schloss er sich dem Tangoorchester Héctor Gentiles an, mit dem er im Tupi-Nambá debütierte. Nun nahmen Gaviolis Gesangsparts zu, das Geigenspiel trat mehr und mehr in den Hintergrund. Dem Orchester gehörten zu jener Zeit der Pianist Lalo Etchegoncelay, Kontrabassist Pedro Terrón, die Bandoneon-Spieler Héctor Gentile und Isidoro Pellejero sowie neben Gavioli an der Geige Emilio Pellejero an. 1932 folgte die Gründung von La Típica de la Guardia Vieja, die schließlich mit einigem Erfolg am Tango-Wettbewerb im Electric Palace-Kino teilnahm. 1933 ging Gavioli sodann mit Etchegoncelay und Kontrabassist Panchito Pons nach Buenos Aires. Dort trat das Trio wiederholt in Rundfunksendungen auf. Gavioli wirkte zudem mit Gentiles Orchester am Theater in dem Stück Ya tiene comisario el pueblo. Nachdem er in seine Geburtsstadt zurückgekehrt war, formierte er mit Etchegoncelay und dem Sänger Freddy das Trio Los Carve. Der Erfolg stellte sich auch in dieser Zusammensetzung ein und so führte der Weg der drei abermals ans Südufer des Río de la Plata in die argentinische Hauptstadt, wo man unter dem Namen Los Dandys auftrat. 1939 erfolgte der Einstieg Gaviolis in Edgardo Donatos Orquesta Típica. Zu jener Zeit führte Gavioli den Künstlernamen Romeo Gavio. 1943 löste sich die Combo auf und Gavioli kehrte nach Montevideo zurück. Gavioli war von nun an sowohl als Sänger als auch Regisseur und Komponist tätig. Er schloss sich mit seinem Bandoneon spielenden Bruder Rolando sowie Pianist José Kaplán, den beiden Geigern Antonio Licans und David Dullman, Kontrabassist Rubén Tovía sowie den drei weiteren Bandoneonisten Antonio Blanco, Juan Blanco und José Mateo zusammen. Im Alter von 44 Jahren nahm Gavioli sich infolge von Depressionen das Leben, indem er sein Auto ins Hafenbecken Montevideos steuerte.

## Diskographie
- Melodía gitana / Baile de los morenos (Sondor 5050)
- El escobero / Montevideo dolorido (Sondor 5119)
- Abuelito Blanco / Bulevar de Paris (Sondor 5215, 1949)
- Piel morena / 15 años (Sondor 50014)
- Candomebes (Sondor 33023)
- El creador de melodías  (Sondor 33067)
- Vals de los „15 años“ (Sondor 33146. 1973)
- Lo mejor de Romeo Gavioli (Sondor 4.892-2, 1996)